# Zespół dworski w Lusinie
Zespół dworski w Lusinie – znajdujący się w powiecie krakowskim, w gminie Mogilany, w Lusinie.
Obiekt w skład którego wchodzi: dwór, spichlerz oraz park, został wpisany do rejestru zabytków nieruchomych województwa małopolskiego.

## Historia
Dworek wybudowany w 1688 r. W pierwszej połowie XIX w. zapewne własność Sroczyńskich, a potem Słapów.

## Architektura
Dworek parterowy, drewniany, nakryty dachem czterospadowym. W XX w. dobudowano czterokolumnowy ganek.